# Mélo (film)
Mélo is een Franse dramafilm uit 1986 onder regie van Alain Resnais. Het scenario is gebaseerd op het gelijknamige toneelstuk uit 1929 van auteur Henri Bernstein.

## Verhaal
In de jaren '20 wordt een Parijse violist verliefd op de vrouw van een vriend. De vriend wordt ziek en zijn vrouw tracht de ziekte te verergeren. Als de vrouw wroeging krijgt, wordt de violist jaloers.

## Rolverdeling
| Acteur           | Personage           |
| ---------------- | ------------------- |
| Sabine Azéma     | Romaine Belcroix    |
| Fanny Ardant     | Christiane Levesque |
| Pierre Arditi    | Pierre Belcroix     |
| André Dussollier | Marcel Blanc        |
| Jacques Dacqmine | Dr. Remy            |
| Hubert Gignoux   | Priester            |
| Catherine Arditi | Yvonne              |